# بری‌بری
بری‌بری (به انگلیسی: Beriberi) یک نوع سوءتغذیه است که در اثر کمبود ویتامین (ویتامین ب ۱) بروز می‌کند.
ویتامین در شکاندن مولکول‌های قند مانند گلوکز به منظور تولید انرژی نقش مهمی دارد. علاوه بر این، در ساختار غشای سلولی نورون‌ها نیز وجود دارد. کمبود این ویتامین موجب ابتلا به بری‌بری و پیدایش علایمی چون خستگی مفرط و اختلال در کارکرد قلب، دستگاه عصبی، ماهیچه‌ها و دستگاه گوارش می‌شود.

## لغت‌شناسی
واژهٔ بری‌بری از زبان سینهالی گرفته شده‌است، و به معنای نمی‌توانم نمی‌توانم می‌باشد. معنای این لغت نشانگر ناتوانی افراد شدیداً مبتلا به بری‌بری در حرکت می‌باشد.

## تاریخچه

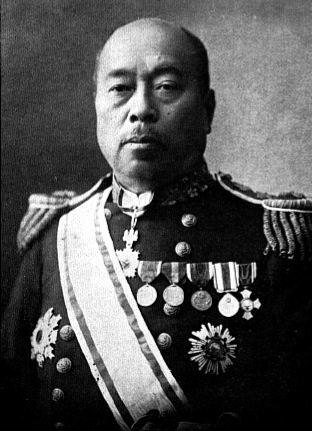
تاکاکی کانهیرو

در قرن نوزدهم و قبل آن، برنج سفید در آسیا غذای اصلی طبقات متوسط محسوب می‌شد و به همین علت بری‌بری در میان آن‌ها شایع بود. در سال ۱۸۸۴، تاکاکی کانهیرو (به انگلیسی: Takaki Kanehiro)، یک پزشک ژاپنی فارغ‌التحصیل انگلستان که در نیروی دریایی امپراتوری ژاپن عضویت داشت، مشاهده کرد که بری‌بری در میان ملوانان کم‌رتبهٔ کشتی که معمولاً جز برنج چیزی نمی‌خوردند شایع است؛ این در حالی بود که ناوگانان غربی و افسرانی که رژیم غذایی آن‌ها به شیوهٔ غربیان بود دچار این بیماری نمی‌شدند. کانهیرو ابتدا گمان می‌کرد که کمبود پروتئین علت اصلی بری‌بری است. او با حمایت ناوگان سلطنتی ژاپن تصمیم به انجام آزمایشی برای یافتن علت بیماری کرد. او دو رزم‌ناو را فراهم کرد، که به کارکنان یکی از آن‌ها تنها برنج سفید، و دیگری رژیم غذایی شامل گوشت، ماهی، برنج، جو و لوبیا داده می‌شد. حاصل این آزمایش این بود که از کشتی اول ۱۶۱ نفر دچار بری‌بری شدند و ۲۵ نفر آن‌ها جان باختند، در حالی که در کشتی دوم تنها ۱۴ نفر به بری‌بری دچار بودند و تلفاتی نداشتند.
این نتایج کانهیرو و ناوگان سلطنتی را متقاعد کرد که رژیم غذایی علت اصلی بری‌بری است. این موضوع در سال ۱۸۹۷، با کشف کریستین ایجکمن مبنی بر این که دادن برنج کامل به مرغ به جای برنج سفید موجب جلوگیری از ابتلای آن‌ها به بری‌بری می‌شود، تأیید شد. یک سال بعد، فردریک هاپکینز به این نتیجه رسید که بعضی غذاها، علاوه بر کربوهیدرات‌ها، پروتئین‌ها و چربی‌ها، موادی دارند که برای متابولیسم و کارکرد صحیح بدن ضروری هستند.
در سال ۱۹۰۱، دستیار کریستین ایجکمن بری‌بری را یک مشخصهٔ کمبود شناخت. این تشخیص بعدها تأیید شد، چرا که ثابت شد بری‌بری در اثر کمبود تیامین بروز می‌کند.

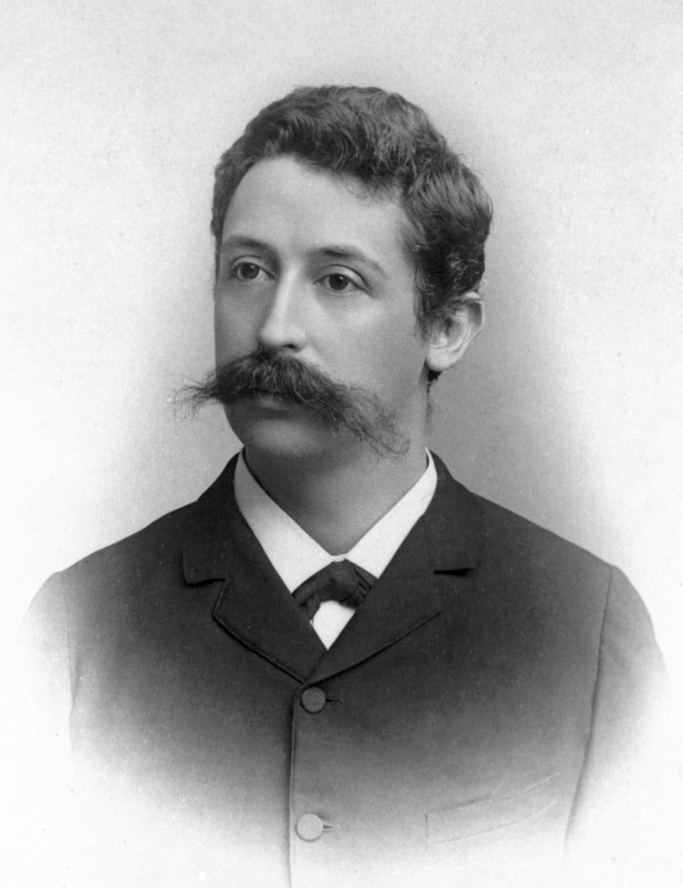
کریستین ایجکمن

سرانجام، ایجکمن، زیست‌شناس و آسیب‌شناس هلندی، ثابت کرد که علت بیماری بری‌بری رژیم غذایی فقیر است. کارهای او به کشف ویتامین‌ها انجامید. ایجکمن و هاپکینز به خاطر این کشف در سال ۱۹۲۹ برندهٔ جایزه نوبل فیزیولوژی و پزشکی شدند.

## علت
بری‌بری بر اثر کمبود تیامین ظاهر می‌شود. بدن انسان قادر به تولید این ویتامین نیست، و باید آن را از رژیم غذایی خود دریافت کند. تیامین به‌طور طبیعی در غلات و غذاهای تازه، به خصوص آرد کامل، گوشت تازه، حبوبات، سبزیجات، میوه‌ها و شیر وجود دارد؛ بنابراین، بری‌بری در افرادی بروز می‌کند که این غذاها را به دلایل مختلف، چون فقر و قحطی، از رژیم غذایی خود حذف یا میزان آن‌ها را از مقدار مورد نیاز بدنشان کم کرده‌اند.
بری‌بری می‌تواند همچنین در افرادی که از برنج سفید (که دارای میزان کمی تیامین است) استفاده می‌کنند دیده شود. این بیماری در قرن نوزدهم و قبل از آن، در کشورهای آسیایی که برنج سفید را به عنوان غذای اصلی خود مصرف می‌کردند شایع بود.
افراد الکلی دارای رژیم غذایی نامناسب، و نوزادان شیرخواری که مادر آن‌ها دچار کمبود تیامین هستند نیز در معرض ابتلا به بری‌بری قرار دارند.

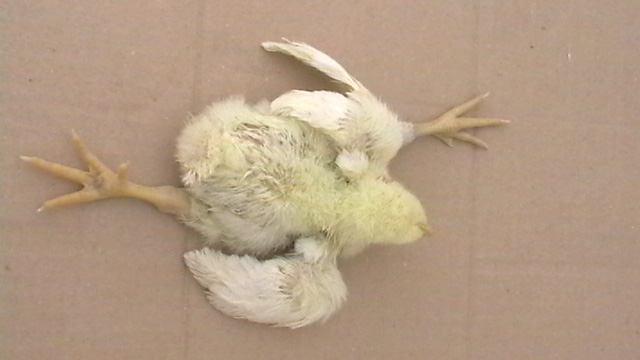
کمبود تیامین در جوجهٔ ۱۱ روزه.

در گوشت برخی ماهی‌ها آنزیم تیامیناز وجود دارد که موجب از بین رفتن تیامین می‌شود. این آنزیم با پختن ماهی از بین می‌رود، ولی مصرف خام آن در کشورهایی چون ژاپن می‌تواند موجب بری‌بری شود.

## علایم
به‌طور کلی، علایم بری‌بری شامل کاهش وزن، اختلال در ادراک حواس، اختلالات هیجانی، ضعف و درد در اعضای بدن و نامنظمی ضرب‌آهنگ قلب هستند. ورم بخش‌هایی در بدن نیز از علایم دیگر بری‌بری است. به علاوه، ممکن است غلظت اسید لاکتیک و اسید پیروویک در خون افزایش یابد. بری‌بری وخیم موجب نارسایی قلبی و مرگ می‌شود. در این بیماری فرد رفتارهای ناخودآگاه به شدت عصبی نشان می‌دهد، در کودکانی که بری بری دارند علائم اختلال حواس بیش از حد مشاهده شده‌است که به علت کمبود تیامین و نقش آن در کمپلکس پیرووات دهیدروژناز است.
بری‌بری را به دو نوع تقسیم می‌کنند:
- بری‌بری مرطوب: این نوع بری‌بری بیشتر قلب را تحت تأثیر قرار می‌دهد و موجب نارسایی قلب و سست شدن دیواره‌های مویرگ‌ها می‌شود. مورد دوم باعث ایجاد ورم در بافت‌ها می‌شود. تنگی نفس و افزایش اسید لاکتیک خون از دیگر نشانه‌های بری‌بری مرطوب هستند. بری‌بری مرطوب می‌تواند موجب مرگ شود.
- بری‌بری خشک: بری‌بری خشک اعصاب محیطی را تحت تأثیر قرار می‌دهد و موجب فلجی یک یا چند عضو می‌شود. از علایم دیگر آن لرزش، سوزش و بی‌حسی در اعضا و بی‌اشتهایی است.

## درمان
درمان بری‌بری از طریق مصرف تیامین به صورت قرص یا با تزریق صورت می‌گیرد. علایم بهبودی بیمار از ساعاتی پس از شروع درمان ظاهر می‌شود. در صورت دردسترس نبودن این ویتامین به شکل دارو، درمان می‌تواند با رژیم غذایی غنی از تیامین (مانند نان کامل) انجام گیرد. روند بهبودی در درمان از طریق رژیم غذایی کندتر خواهد بود.